# Betapartitivirus
Famille
Espèces de rang inférieur
- espèce-type : Atkinsonella hypoxylon virus

Betapartitivirus est un genre de virus de la famille des Partitiviridae qui comprend 14 espèces acceptées par l'ICTV, dont l'espèce-type, Atkinsonella hypoxylon virus. Ce sont des virus à ARN à double brin classés dans le groupe III de la classification Baltimore.
Les virus du genre Betapartitivirus infectent les plantes (phytovirus, sept espèces) et les champignons ascomycètes et basidiomycètes (mycovirus, dix espèces). Le génome de ces virus est segmenté, bipartite, constitué de deux segments d'ARN à double brin, de 4,3 à 4,8 kb au total, dont on suppose qu'ils sont encapsidés individuellement dans des particules séparées.

## Liste des espèces et non-classés
Selon NCBI (7 février 2021) :
- Atkinsonella hypoxylon virus
- Cannabis cryptic virus
- Ceratocystis resinifera virus 1
- Crimson clover cryptic virus 2
- Dill cryptic virus 2
- Fusarium poae virus 1
- Heterobasidion partitivirus 2
- Heterobasidion partitivirus 7
- Heterobasidion partitivirus 8
- Heterobasidion partitivirus P
- Hop trefoil cryptic virus 2
- Pleurotus ostreatus virus 1
- Primula malacoides virus 1
- Red clover cryptic virus 2
- Rhizoctonia solani virus 717
- Rosellinia necatrix virus 1
- White clover cryptic virus 2
- non-classés
  - Cucurbitaria piceae virus 1
  - Gemmamyces piceae virus 1
  - Lentinula edodes partitivirus 1
  - Plantago betapartitivirus
  - Rosellinia necatrix partitivirus 6